# Universal Music Group
Universal Music Group (UMG) is het grootste muziekconcern ter wereld, met een marktaandeel van 32% in 2020 (2005: 25,5%). Het bedrijf is gevestigd in Santa Monica en New York en was een onderdeel van het Franse mediaconglomeraat Vivendi SA. Vanaf 21 september 2021 is UMG beursgenoteerd.
UMG heeft sterren als Aerosmith, Mariah Carey, Eminem, U2, Lady Gaga, Blink 182 en Jessie J onder contract. Het heeft ook lokale muzieklabels in Australië, Brazilië, Canada, Colombia, Tsjechië, Finland, Duitsland, Hongkong, Hongarije, Italië, Japan, Mexico, Nederland, Noorwegen, Polen, Rusland, Spanje, Zwitserland en Turkije.
In 2020 waren Sony Music Entertainment (20% marktaandeel) en de Warner Music Group (16%) de voornaamste concurrenten. Samen vormen ze de "Grote Drie" met een gezamenlijk marktaandeel van 68%.

## Geschiedenis en eigenaren
Het bedrijf ontstond in 1996, toen eigenaar Seagram de naam van MCA Music Entertainment Group veranderde in Universal Music Group. Een jaar eerder had Seagram de MCA Music Entertainment Group verworven, door de overname van MCA, Inc.
In 1998 nam Seagram PolyGram over van Philips en fuseerde het met de Universal Music Group.
Door de fusie van het Canadese Seagram met het Franse Vivendi in 2000 werd de Universal Music Group (UMG) onderdeel van Vivendi Universal. Tegenwoordig is Vivendi Universal bekend als Vivendi SA.
In 2012 maakte de UMG de overname van de muziektak van de grootste concurrent EMI bekend. Om goedkeuring te krijgen van de Europese autoriteiten moesten verschillende EMI-onderdelen van de hand worden gedaan, zoals het Parlophone label en EMI Classics. Daarnaast verkocht UMG het eigen Cooperative Music, bekend van onder andere het label V2, aan PIAS.
Op 31 december 2019 werd bekend dat een consortium onder leiding van het Chinese internetconcern Tencent een aandelenbelang van 10% heeft genomen in UMG. Tencent betaalde 3 miljard euro voor het aandelenpakket. Tencent en partners hadden een optie om hun belang te verdubbelen tegen dezelfde voorwaarden, en in december 2020 hebben ze de optie uitgeoefend waarmee het belang is gestegen naar 20%. Op basis van deze aandelentransactie komt de totale waarde van UMG op zo'n 30 miljard euro uit.
In februari 2021 maakte Vivendi bekend UMG naar de Amsterdamse effectenbeurs te willen brengen. Dat gebeurde na jaren van druk van de grootste aandeelhouders in Vivendi, zij verwachten dat het muziekbedrijf los meer waard is dan als onderdeel van Vivendi. Op 21 september 2021 was de beursnotering een feit. De uitgifteprijs was vastgesteld op 18,50 euro per aandeel. Vivendi bracht 1,8 miljard aandelen op de markt, waarmee de totale marktwaarde uitkomt op 33,5 miljard euro. Na deze plaatsing behielden Pershing Square Holdings en Vivendi allebei nog een aandelenbelang van 10% en Tencent 20% in UMG. Op 20 december 2021 werd UMG opgenomen in de AEX-index.
Begin 2022 kocht UMG de volledige muziekcatalogus, inclusief 110 nog niet-uitgebrachte nummers, van Neil Diamond voor een onbekend bedrag. Indien Diamond in de toekomst nog nieuwe albums gaat maken dan wordt ook dit nieuwe nieuwe werk door UMG uitgebracht. UMG deed vergelijkbare transacties met Sting en Bob Dylan.
In januari 2024 maakte UMG bekend zijn muziek van sociale media-app TikTok te halen omdat er geen overeenstemming was over een vergoeding voor het gebruik van muziek onder filmpjes op de app. TikTok betaalt een zogenoemde royalty-fee voor elk nummer dat wordt gebruikt, maar UMG wilde een hogere prijs en dreigde met de intrekking van de rechten om TikTok in beweging te krijgen. Begin mei 2024 bereikten UMG en TikTok een akkoord.
In februari 2024 maakte UMG bekend een meerderheidsbelang te kopen in Mavin Global. Dit laatst bedrijf is een grote muziekuitgever gevestigd in Nigeria. Mavin heeft Afrobeatsterren ontdekt als Ayra Starr en Rema. Goedkeuring van de toezichthouders is vereist, waardoor de transactie in het derde kwartaal 2024 zal worden afgerond.
In december 2024 meldde UMG, via het bedrijfsonderdeel Virgin Music Group, dat het de Amerikaanse Downtown Music Holdings wil overnemen voor € 737 miljoen. Downtown Music had op dat moment ruim 20 kantoren wereldwijd en bestaat uit de onderdelen Artist & Label Services, Distribution, Royalties & Financial Services en Music Publishing. De overname in contanten moet nog worden goedgekeurd door de toezichthouders, zal naar verwachting in het tweede halfjaar 2025 worden afgerond. In april 2025 maakte de Europese Commissie bekend een onderzoek in te stellen naar de overname omdat de concurrentie op het gebied van diensten voor artiesten en onafhankelijke platenmaatschappijen zou kunnen belemmeren. In juli 2025 ondertekenden ongeveer 200 bestuurders van muziekbedrijven een open brief tegen de overname. Zij maken gebruik van de diensten van Downtown Music en na de overname door UMG, een belangrijke concurrent, zou UMG de toegang tot distributie- en verkoopkanalen kunnen belemmeren en daarmee de concurrentie hinderen.
Begin 2025 sloten UMG en Spotify een contract voor een meerjarige samenwerking op het gebied van audiostreamingsdiensten. Verder krijgt Spotify een directe licentie voor hun muziekaanbod in de Verenigde Staten en diverse andere landen. Voor UMG betekent dit een versterking in de snelgroeiende markt voor streamingsdiensten.

## Activiteiten
UMG is een van de grootste muziekmaatschappijen in de wereld. Het heeft een breed palet van diensten allemaal muziek gerelateerd. Het is wereldwijd actief en voert een groot aantal platenlabels. Van de medewerkers is zo'n 80% werkzaam in Europa en Noord-Amerika.

### Resultaten
In 2023 werd driekwart van de omzet behaald met de muziekuitgeverij. Slechts een klein deel van de muziek komt nog fysiek op de markt, het grootste deel gaat digitaal via abonnementen of streamingdiensten naar de klant. Bijna een vijfde van de omzet werd behaald met de muziekuitgeverij en de rest was afkomstig van merchandising.
In 2023 werd de winst positief beïnvloed door een stijging van de waarde van de deelnemingen, zoals Spotify Technology S.A. en Tencent Music Entertainment. Dit leverde een winst op van € 425 miljoen terwijl in 2022 de waarde met € 617 miljoen daalde. Als de nettowinst hiervoor wordt geschoond, met nog enkele andere kleinere incidentele posten, dat was de aangepaste winst € 1595 miljoen in 2023 en € 1454 miljoen in 2022. In 2024 liep de koers van Spotify sterk op en dit resulteerde in een forse koerswinst wat het nettoresultaat van UMG omhoog drukte. In 2024 had UMG een belang van 3,2% in Spotify Technology S.A..
| Jaar | Omzet         | EBIT          | Netto- resultaat | Medewerkers |
| Jaar | (× € miljoen) | (× € miljoen) | (× € miljoen)    | Medewerkers |
| ---- | ------------- | ------------- | ---------------- | ----------- |
| 2018 | 6023          | 821           | 902              | 8319        |
| 2019 | 7159          | 1039          | 975              | 8865        |
| 2020 | 7432          | 1221          | 1369             | 9183        |
| 2021 | 8504          | 1399          | 888              | 9505        |
| 2022 | 10.340        | 1600          | 782              | 9992        |
| 2023 | 11.108        | 1418          | 1263             |             |
| 2024 | 11.834        | 1775          | 2093             |             |

### Nederland
Universal Music is in Nederland vertegenwoordigd met een eigen kantoor in Hilversum. De vestiging is veel kleiner dan in de tijden van PolyGram (Phonogram Records en Polydor), waarvan het wereldwijde hoofdkantoor was gevestigd in Baarn en de Nederlandse tak eerst in Amsterdam en later in Hilversum (naast de Wisseloord studio's de voortzetting van de oorspronkelijke Phonogram studio). Ondanks de veranderingen en een sterk krimpende platenmarkt heeft UMG nog diverse Nederlandse artiesten onder contract, zoals:
- BLØF
- Anouk
- Kensington
- Afrojack
- Kane
- Ilse DeLange
- Marco Borsato
- Douwe Bob
- Maaike Ouboter
- Grace Khuabi
- De Dijk
- Boudewijn de Groot
- Janne Schra
- André Rieu
- Janine Jansen
- Laura Jansen
- Jack Jersey
- Guus Meeuwis

### Platenlabels
- A&M Records
- Bad Boy Records
- Disques Barclay/Barclay Records
- Blackground Records
- Capitol Records
- Casablanca Records
- Cash Money Records
- Decca Records
- Def Jam
- Deutsche Grammophon
- DreamWorks Records
- Fontana Records
- Fonovisa Records
- Geffen Records
- Hollywood Records (Disney is de eigenaar; Universal de distributeur in de Verenigde Staten en Canada)
- The Inc. Records
- Interscope Records
- Island Records
- Jazzland Records
- Lost Highway Records
- MCA Nashville Records
- Mercury Nashville Records
- Mercury Records
- Motor Music
- Motown Records
- Philips Records
- Polar
- Polydor
- Republic Records
- RMM Records
- Stockholm Records
- Street Records Corporation
- Universal Classics Group
- Universal Motown
- Universal Music Group Nashville
- Universal South Records
- Universal Records
- Urban Records
- Virgin Records
- Verve Records

De Nederlandse tak van Universal heeft een aantal labels die speciaal gericht zijn op de Nederlandse markt: Topnotch (hip hop), Noah's Ark (rap/hip hop/singer-songwriter), 8 Ball Music (pop) en NRGY (Nederlandstalig)